# Peter Samson
Pour les articles homonymes, voir Samson (homonymie).
Peter R. Samson (né en 1941 à Fitchburg, Massachusetts) est un informaticien américain, connu pour être l'un des pionniers dans la création de logiciel informatique.
Peter R. Samson étudie au Massachusetts Institute of Technology (MIT) entre 1958 et 1963. Passionné par les trains et modéliste ferroviaire, il est membre du Tech Model Railroad Club (TMRC), le club de modélisme ferroviaire du MIT, à partir de 1958.
Il écrit la première édition du Dictionnaire abrégé du langage du TMRC en anglais : Abridged Dictionary of the TMRC Language, un ancêtre du Jargon File. Il apparaît dans le livre L'Éthique des hackers de Steven Levy.